# Joseph Arshad

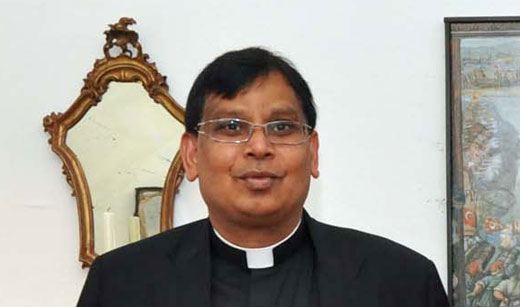

Joseph Arshad (sinh 1964) là một Giám mục người Pakistan của Giáo hội Công giáo Rôma. Ông hiện là giữ nhiều chức danh của Giáo hội Công giáo tại Pakistan với nhiệm vụ chính là Giám mục chính tòa Giáo phận Islamabad–Rawalpindi từ ngày 8 tháng 12 năm 2017), với hàm Tổng giám mục và Chủ tịch Hội đồng Giám mục Pakistan [từ ngày 10 tháng 11 năm 2017]. Trước đó, ông cũng từng đảm nhiệm chức danh Giám mục chính tòa Giáo phận Faisalabad (2013 - 2017) và nhiệm vụ Giám quản Tông Tòa Giáo phận Islamabad–Rawalpindi (2016 - 2017).

## Tiểu sử
Tổng giám mục Joseph Arshad sinh ngày 25 tháng 8 năm 1964, tại Lahore, thuộc Pakistan. Sau quá trình tu học dài hạn tại các cơ sở chủng viện theo quy định của Giáo luật, ngày 1 tháng 11 năm 1991, Phó tế Arshad tiến đến việc được truyền chức linh mục.
Sau hơn 20 năm thi hành các công việc mục vụ trên cương vị của một linh mục, ngày 3 tháng 7 năm 2013, tin tức từ Tòa Thánh loan báo việc bổ nhiệm của Giáo hoàng, qua đó tuyển chọn linh mục Joseph Arshad, 50 tuổi, gia nhập Giám mục đoàn Công giáo hoàn vũ, với vị trí được trao phó là Giám mục chính tòa Giáo phận Faisalabad. Lễ tấn phong cho vị giám mục tân cử được tổ chức sau đó vào ngày 1 tháng 11 cùng năm, với phần nghi thức truyền chức chính yếu được cử hành cách trọng thể bởi 3 giáo sĩ cấp cao. Chủ phong cho vị tân giám mục là Hồng y Fernando Filoni, Tổng trưởng Thánh bộ Loan báo Phúc âm cho các Dân tộc. Hai vị còn lại, với vai trò phụ phong, gồm có Tổng giám mục Edgar Peña Parra, Sứ thần Tòa Thánh tại Pakistan và Tổng giám mục Joseph Coutts, Tổng giám mục Tổng giáo phận Karachi. Tân giám mục chọn cho mình châm ngôn:Faithful to the Gospel.
Ngoài nhiệm vụ chính thức được bổ nhiệm từ phía Tòa Thánh, Giám mục Arshad còn bận rộn vì phải kiêm nhiệm thêm nhiều chức danh và vị trí khác: kể từ ngày 12 tháng 11 năm 2016, Giám mục Arshad kiêm nhiệm thêm nhiệm vụ Giám mục Giám quản Tông Tòa Giáo phận Islamabad–Rawalpindi; trong Hội đồng Giám mục tại quốc gia này, ông cũng đảm nhiệm vị trí quan trọng là Chủ tịch Hội đồng Giám mục Pakistan, kể từ ngày ông được bầu chọn là ngày 10 tháng 11 năm 2017.
Ngày 8 tháng 12 năm 2017, tin tức từ Tòa Thánh loan báo đã tuyển chọn Giám mục Arshad làm Giám mục chính tòa Giáo phận Islamabad–Rawalpindi, thăng hàm Tổng giám mục.